# Lubków (Szklary Górne)
Lubków – kolonia wsi Szklary Górne w Polsce, położona w województwie dolnośląskim, w powiecie lubińskim, w gminie Lubin.
W latach 1975–1998 kolonia administracyjnie należała do województwa legnickiego. 
Kolonia należała do sołectwa Szklary Górne. Ostatnie zabudowania zostały wyburzone w 2015 roku pod budowę drogi S3.